# 威廉·哈里森·安斯沃思

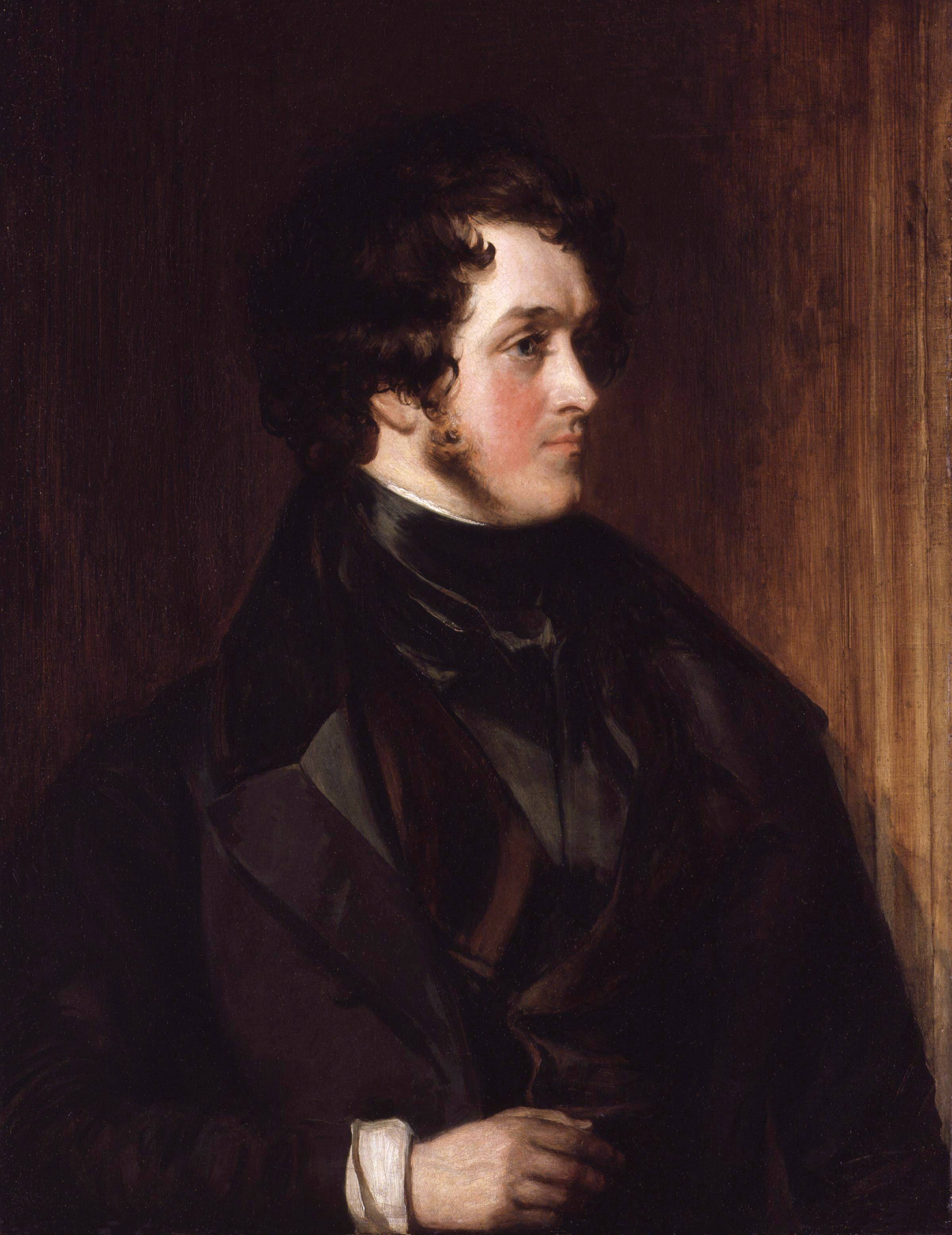
威廉·哈里森·安斯沃思

威廉·哈里森·安斯沃思（1805年2月4日—1882年1月3日）是一位英国历史小说家。原本他學習的是法律，而且起初是一名律師，不過他其實對律師這一行並沒有興趣。後來他經常去国王陛下剧院看戲，認識了該劇院的经理，並且愛上了他的女兒。這位經理也喜愛安斯沃思的作品，並把他的作品推薦給文学界和戏剧界。后来他的女兒和安斯沃思結婚。